# ロバート・フィンケ
- ロバート・フィンケ
- ロバート・フィンク

ロバート・クリスチャン・フィンケ（フィンクとも、Robert Christian Finke、1999年11月6日 - ）は、アメリカ合衆国フロリダ州タンパ出身のアメリカ人男子競泳選手。専門は自由形。2020年東京オリンピックの800m自由形・1500m自由形で2冠を達成した。

## 経歴
2021年7月29日、2020年東京オリンピックで初めて採用された男子800m自由形の初代金メダリストになる。記録は7分41秒82のアメリカ合衆国新記録だった。8月1日に行われた1500m自由形でも優勝し、2冠を達成した。アメリカ男子選手が1500m自由形で優勝したのは1984年ロサンゼルスオリンピックのマイケル・オブライエン以来37年ぶりのことだった。
2022年世界水泳選手権では800m自由形でアメリカ大陸新記録となる7分39秒36で優勝し、1500m自由形でもアメリカ大陸新記録の14分36秒70で銀メダルを獲得した。

## 自己ベスト
- 800m自由形　7分39秒36（アメリカ大陸記録）
- 1500m自由形　14分30秒67（世界記録、オリンピック記録）
- 参照[6]